# Walk with Me (singel)
Walk With Me – piosenka z gatunku pop oraz folk napisana przez Toma Springfielda. Brytyjska grupa The Seekers wydała ją w swoim albumie Best of The Seekers w październiku 1968 r. już po rozwiązaniu zespołu.
Singel wydano 18 marca 1966 r. Osiągnął on 10. miejsce na brytyjskich listach przebojów oraz 31. miejsce na australijskich w październiku 1966 r. Był to ich ostatni singel w roku 1966. Skandynawski piosenkarz Sherill Nielsen wykonywał tę piosenkę na żywo w 1977 r. podczas koncertów Elvisa Presleya.

## Lista pozostałych artystów, którzy nagrali utwór
- Buddy England
- Judith Durham
- Lyn Paul
- Milkwood
- The New Seekers
- The Nocturnes